# Marea Lojă Națională din România
Marea Lojă Națională din România (MLNR), condusă inițial de Nicu Filip, a fost înființată în 1993 sub patronajul Marelui Orient al Italiei și la inițiativa unor cercuri masonice americane.
La momentul înființării, mai exista încă o organizație masonică în România având același nume, înființată pe filieră franceză, care însă în anul 1996 a fost redenumită în Marea Lojă Națională Unită din România (MLNUR) iar în 2010 în Marea Lojă Națională Română 1880 (MLNR 1880).
În februarie 1991, s-a deschis loja Concordia depinzând de Marea Lojă Națională Unită din Anglia, prin intermediul Marelui Orient din Italia, a Marii Loji naționale franceze și a Marii Loji din Austria. 
În mai 1991, s-a deschis loja Humanitas a Marelui Orient (din Franța). 
În 1992, a avut loc deschiderea altor două loji. 
La 24 ianuarie 1993, a fost făcută posibilă întemeierea Marii Loji Naționale din România.
În 1996, 13 loji din Transilvania ale MLNR s-au alăturat Marii Loji de proveniență franceză, formând Marea Lojă Națională Unită din România (MLNUR).
În anul 2001, o parte a MLNUR, condusă de Eugen Ovidiu Chirovici, s-a unit cu MLNR, dorind să unifice masoneria regulară recunoscută.
În anul 2002, din MLNR s-a desprins Marea Lojă Națională a României, grupare din care s-a desprins Marea Lojă a României în 2003 și Marea Lojă Națională Dacia în 2006.
În anul 2004, MLNR a obținut statutul de „interes public”, conducătorul organizației de la acea vreme, Eugen Chirovici, fiind ministru în guvernul lui Adrian Năstase.
În anul 2006, din MLNR s-a desprins și s-a constituit regular în urma Conventului ce a avut loc în data de 11 noiembrie 2006 (5767) în Cluj-Napoca Marele Orient de Rit Scoțian Antic și Acceptat din România.
Pe 24 ianuarie 2008, două mari organizații masonice, Marea Lojă Națională din România, condusă de Eugen Ovidiu Chirovici, și Marea Lojă a României, condusă de Corneliu Al. Vișoianu, au fuzionat cu ocazia Zilei Unirii.
Începând din anul 2010 și până în prezent, în calitate de Mare Maestru, P:.R:.Fr:. Radu Bălănescu a reprezentat Marea Lojă Națională din România la toate edițiile Conferinței Mondiale a Marilor Loji Masonice Regulare, susținând activ candidatura M:.L:.N:.R:. pentru organizarea și găzduirea acestei Conferințe, care adună laolaltă conducătorii tuturor Marilor Loji Regulare de pe mapamond. Perseverența și eforturile sale diplomatice au fost încununate de succes în 6011 – participanții la cea de-a XI-a ediție a Conferinței Mondiale a Marilor Loji Masonice Regulare, ce s-a desfășurat în Columbia, în Cartagena de Indias, în perioada 12-14 Mai 6011, au decis prin vot că Marea Lojă Națională din România va organiza în perioada 14-17 Mai 6014, în București, cea de-a XIII-a ediție a Conferinței Mondiale a Marilor Loji Masonice Regulare. Astfel, Marea Lojă Națională din România a devenit prima Mare Lojă din Europa Centrală și de Est care a organizat Conferința Mondială și a treia Mare Lojă din Europa, după Marile Loji Regulare din Spania și Franța. Cu prilejul celei de-a XII-a ediții a Conferinței Mondiale a Marilor Loji Masonice Regulare, desfășurată în Chennai, India, în perioada 22 – 25 Noiembrie 6012, la propunerea P:.R:.Fr:. Radu Bălănescu, Secretarul Executiv al Conferinței Mondiale a Marilor Loji Masonice Regulare, D:.R:.Fr:. Thomas W. Jackson, a acceptat ca Marea Lojă Națională din România să creeze și să administreze site-ul web al Conferinței Mondiale și ca Marea Lojă Națională din România să inițieze, editeze, publice și distribuie la nivel internațional revista bianuală a Conferinței Mondiale a Marilor Loji Masonice Regulare. P:.R:.Fr:. Radu Bălănescu a reprezentat Marea Lojă Națională din România la toate Conferințele Marilor Maeștri din Europa și în cadrul a nenumărate evenimente masonice din Europa, Asia, America de Nord, America Centrală și de Sud, aducându-și o contribuție majoră la creșterea prestigiului M:.L:.N:.R:. pe plan extern. Înalta apreciere și recunoaștere a Marii Loji Naționale din România în Europa, cât și pe întregul mapamond, sunt confirmate prin derularea de proiecte comune cu alte Mari Loji, prin numărul semnificativ al delegaților străini – de pe toate continentele – prezenți la Conventurile M:.L:.N:.R:., prin întărirea relațiilor cu marile personalități ale lumii masonice internaționale, cât și, nu în ultimul rând, prin succesele înregistrate de M:.L:.N:.R:. în 6013 privind organizarea de către Marea Lojă Națională din România a celor două conferințe masonice majore din Europa. Ca rod al eforturilor diplomatice ale P:.R:.Fr:. Radu Bălănescu, Marii Maeștri ai Marilor Loji Regulare din Europa care au participat la Conferința Marilor Maeștri, ce a fost găzduită de Marea Lojă „Alpina” a Elveției și ce s-a desfășurat în 27-28 Iunie 6013, în Geneva, au decis prin vot ca Marea Lojă Națională din România să organizeze în 6017, în București, Conferința Europeană a Marilor Maeștri. De asemenea, Marii Secretari și Marii Cancelari ai Marilor Loji Regulare din Europa care au participat la Conferința Marilor Secretari, ce a fost găzduită de Marele Orient al Italiei în 11-13 Octombrie 6013, în Roma, au decis prin vot ca Marea Lojă Națională din România să organizeze în 6021, în București, Conferința Europeană a Marilor Secretari și a Marilor Cancelari. 
Printr-o scrisoare semnată de Președintele Comisiei Europene, domnul José Manuel Barroso, Radu Bălănescu, Președintele Asociației Marea Lojă Națională din România, a fost invitat să reprezinte M.L.N.R., ca exponent al societății civile din România, la întrunirea Președinților Comisiei Europene, Parlamentului European și Consiliului European cu reprezentanții organizațiilor filosofice și non-confesionale din Europa, organizată în Bruxelles, în data de 30 Noiembrie 6011, de Biroul Consilierilor pentru Politici Europene (BEPA) al Comisiei Europene. Conferința a avut tema „Un parteneriat pentru democrație și o prosperitate comună: voința comună de promovare a drepturilor și libertăților democratice” și a fost co-prezidată de Președintele Comisiei Europene, domnul José Manuel Barroso, de Președintele Parlamentului European, domnul Jerzy Buzek, și de Președintele Consiliului European, domnul Herman Van Rompuy. 